# Граф Лінкольнський
Граф Лі́нкольнський (англ. Earl of Lincoln) — один з дворянських титулів середньовічної Англії, що зберігся донині. З XII століття цей титул започатковувався вісім чи дев'ять разів. Серед його найвідоміших носіїв — Джон де ла Поль, спадкоємець англійського престолу за короля Річарда III й лідер йоркистів наприкінці війни Червоної та Білої троянд. З 1572 року титул належить дому Клінтонів. Нині титулом володіє Роберт Едвард Фієннс-Клінтон (нар. 1972), 19-й граф Лінкольнський.

## Історія
Імовірно, вперше титул графа Лінкольнського було започатковано королем Стефаном Блуаським близько 1139 року для Вільгельма д'Обіньї, 1-го графа Арундела (пом. 1176). Хоч свідчення про використання Вільгельмом цього титулу належать до 1143 року, вочевидь надання відбулось набагато раніше, оскільки воно стало однією з причин участі Вільгельма де Румара (пом. 1161), одного з найбільших феодалів Лінкольнширу, у змові проти короля у 1140 році. У грудні 1140 року Стефан Блуаський був змушений задовольнити претензії Румара й надати йому титул графа Лінкольна. Однак вже у 1147 році, ймовірно у зв'язку з участю Вільгельма де Румара у заколоті Ранульфа де Жернона, титул було передано Гілберту де Ганду (пом. 1156), одному з відданих соратників короля.
У 1217 році графом Лінкольна став Ранульф де Блондевіль, 4-й граф Честер, один з найбільш могутніх аристократів початку XIII століття, що відігравав центральну роль в англійській адміністрації за часів неповноліття Генріха III. Після його смерті 1232 року титул графа Лінкольнського було визнано за Джоном де Ласі (пом. 1240), одруженим з племінницею Ранульфа, та його нащадками. Остання графиня Лінкольн з роду де Ласі була одружена з Томасом Плантагенетом, графом Ланкастером (пом. 1322), що призвело до переходу володінь графів Лінкольн до Ланкастерів. В середині XIV століття титул мав Генрі Гросмонтський (пом. 1361), один з найбільших англійських полководців початку Столітньої війни. Після його смерті титул повернувся у розпорядження корони.
У 1467 році титул графа Лінкольна було надано юному Джону де ла Полю (пом. 1487), племіннику англійських королів Едуарда IV й Річарда III з дому Йорків. У період правління останнього граф Лінкольнський був проголошений спадкоємцем корони Англії. Після загибелі Річарда III у битві під Босвортом 1485 року й захоплення англійського престолу Генріхом VII Тюдором, Джон де ла Поль очолив партію Йорків. У 1487 році граф Лінкольн керував вторгненням в Англію й був убитий у битві під Стоук Філд, останній битві війни Червоної та Білої троянд.

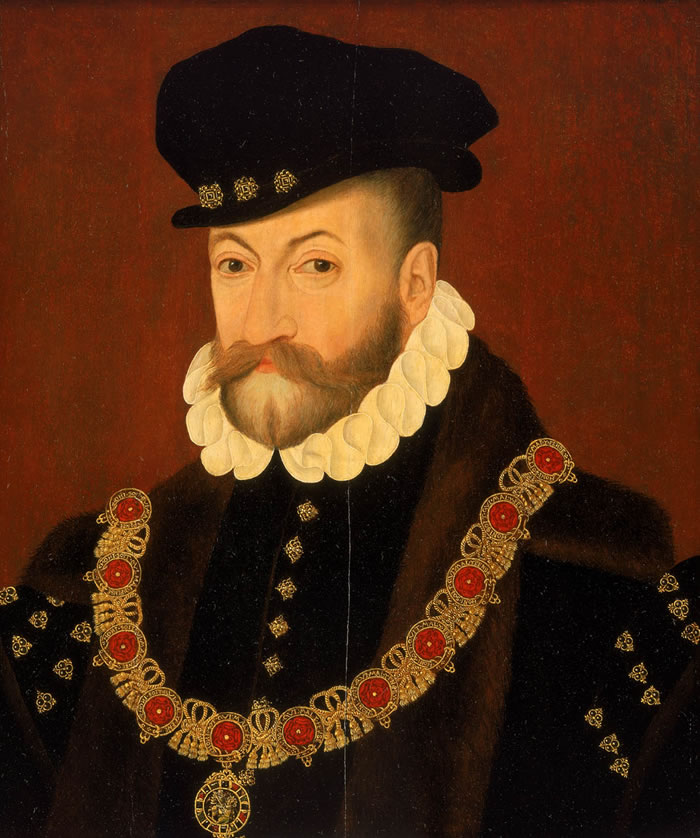
Едвард Клінтон,
1-й граф Лінкольнський

Наступна креація титулу відбулась 1525 року. Графом Лінкольнським став Генрі Брендон (пом. 1534), єдиний син Чарльза Брендона, герцога Саффолка, й Марії Тюдор, молодшої сестри короля Генріха VIII. Рання смерть Генрі Брендона, який помер бездітним у 1534 році, суттєво ускладнила проблему спадкування англійської корони, що дозволило племінниці графа Лінкольна леді Джейн Грей у 1553 році ненадовго заволодіти престолом Англії.
Сучасні графи Лінкольнські ведуть своє походження від Едварда Клінтона (пом. 1582), лорда-адмірала Англії часів правління Едуарда VI, Марії I та Єлизавети I, якому 1572 року було надано титул графа Лінкольн. З цього часу титул належав дому Клінтонів. У 1768 році Клінтони успадкували також титул герцога Ньюкасл-андер-Лайн. Серед графів Лінкольн з дому Клінтонів найвідоміші Генрі Пелем-Клінтон (пом. 1864), 5-й герцог Ньюкасл-андер-Лайн, який був військовим міністром Великої Британії в уряді Джорджа Гамільтона, а також Френсіс Пелем-Клінтон-Гоуп, 8-й герцог Ньюкасл-андер-Лайн (пом. 1941), власник знаменитого алмазу Гоуп. Після припинення прямої чоловічої лінії роду Клінтонів у 1988 році герцогський титул припинив своє існування, а титул графа Лінкольнського перейшов у спадок до нащадка молодшої лінії Клінтонів Едварда Гораса Фієннс-Клінтона (пом. 2001), що проживав у передмісті Перта у Західної Австралії й дізнався про своє право на титул з газет. Нині титул графа Лінкольн належить його онуку Роберту Едварду Фієннс-Клінтону (нар. 1972).
Резиденцією графів Лінкольнських з дому Клінтонів є Кламбер-Хаус у Ноттінгемширі, зруйнований 1938 року.

## Список

Герб графів Ланкастер

### 1 креація (1139)
- Вільгельм д'Обіньї, граф Лінкольн, 1-й граф Арундел (бл. 1109—1176), згадується як граф Лінкольнський у 1143 році

### 2 креація (1140)
- Вільгельм де Румар, граф Лінкольн (1096—1061)
  - Вільгельм III де Румар (пом. 1198), онук попереднього, можливо мав титул графа Лінкольна у 1060—1066 роках

### 3 креація (1147)
- Гілберт де Ганд, граф Лінкольн (1120—1156)

### 4 креація (1217)
- Ранульф де Блондевіль, граф Лінкольн, 4-й граф Честер (1172—1232), внучатий племінник Вільгельма де Румара;
- Гавіса Честерська, графиня Лінкольн (1175/1181—1241/1243), сестра попереднього.

### 5 креація (1232)
- Джон де Ласі, 1-й граф Лінкольн (1192—1240), чоловік Маргарити де Квінсі (пом. 1266), дочки попередньої;
- Едмунд де Ласі, 2-й граф Лінкольн (1230—1257), син попереднього;
- Генрі де Ласі, 3-й граф Лінкольн (1251—1311), син попереднього;
- Аліса де Ласі, 4-та графиня Лінкольн (1281—1348), дочка попереднього, у шлюбі з Томасом Плантагенетом, 2-м графом Ланкстер.

### 6 креація (1349)
- 1349—1361: Генрі Гросмонтський

### 7 креація (1467)
- Джон де ла Поль, граф Лінкольн (1462—1787), племінник короля Річарда III

### 8 креація (1525)
- Генрі Брендон, граф Лінкольн (бл. 1523—1534), син Чарльза Брендона, 1-го герцога Саффолка, та Марії Тюдор, молодшої сестри короля Генріха VIII

### 9 креація (1572)
- Едвард Клінтон, 1-й граф Лінкольн (1512—1585);
- Генрі Клінтон, 2-й граф Лінкольн (1539—1616), син попереднього;
- Томас Клінтон, 3-й граф Лінкольн (1568—1619), син попереднього;
- Теофіл Клінтон, 4-й граф Лінкольн (1600—1667), онук попереднього;
- Едвард Клінтон, 5-й граф Лінкольн (пом. 1692), син попереднього;
- Френсіс Клінтон, 6-й граф Лінкольн (1635—1693), онук Едварда Клінтона, молодшого сина Генрі Клінтона, 2-го графа Лінкольн;
- Генрі Клінтон, 7-й граф Лінкольн (1684—1728), син попереднього;
- Джордж Клінтон, 8-й граф Лінкольн (1718—1730), син попереднього;
- Генрі Пелем-Клінтон (1720—1794), 2-й герцог Ньюкасл-андер-Лайн, 9-й граф Лінкольн, брат попереднього;
- Томас Пелем-Клінтон (1752—1795), 3-й герцог Ньюкасл-андер-Лайн, 10-й граф Лінкольн, син попереднього;
- Генрі Пелем-Клінтон (1785—1851), 4-й герцог Ньюкасл-андер-Лайн, 11-й граф Лінкольн, син попереднього;
- Генрі Пелем-Клінтон (1811—1864), 5-й герцог Ньюкасл-андер-Лайн, 12-й граф Лінкольн, син попереднього;
- Генрі Пелем-Клінтон (1834—1879), 6-й герцог Ньюкасл-андер-Лайн, 13-й граф Лінкольн, син попереднього;
- Генрі Пелем-Клінтон (1864—1928), 7-й герцог Ньюкасл-андер-Лайн, 14-й граф Лінкольн, син попереднього;
- Френсіс Пелем-Клінтон-Гоуп, Фрэнсис (1866—1941), 8-й герцог Ньюкасл-андер-Лайн, 15-й граф Лінкольн, брат попереднього;
- Генрі Пелем-Клінтон-Гоуп (1907—1988), 9-й герцог Ньюкасл-андер-Лайн, 16-й граф Лінкольн, син попереднього;
- Едвард Пелем-Клінтон (1920—1988), 10-й герцог Ньюкасл-андер-Лайн, 17-й граф Лінкольн, правнук Чарльза Пелем-Клінтона, молодшого сина Генрі Пелем-Клінтона, 4-го герцога Ньюкасл-андер-Лайн.
- Едвард Горас Файнс-Клінтон, 18-й граф Лінкольн (1913—2001), нащадок Генрі Файнс-Клінтона, молодшого сина Генрі Клінтона, 2-го графа Лінкольн;
- Роберт Едвард Файнс-Клінтон, 19-й граф Лінкольн (нар. 1972), онук попереднього.